# Dekanat zagórowski
Dekanat zagórowski – jeden z 30 dekanatów archidiecezji gnieźnieńskiej, przeniesiony w 2004 z diecezji włocławskiej, składa się z 7 parafii. Zagórów jest stolicą dekanatu od roku 1917

## Parafie
- Parafia pw. św. Katarzyny Aleksandryjskiej w Grabienicach
- Parafia pw. św. Michała Archanioła w Królikowie
- Parafia pw. Najświętszej Maryi Panny w Lądzie
- Parafia Narodzenia Najświętszej Maryi Panny w Pyzdrach
- Parafia pw. św. Jana Chrzciciela w Szymanowicach
- Parafia pw. św. Stanisława BM w Trąbczynie
- Parafia pw. św. Apostołów Piotra i Pawła w Zagórowie